# 2011–2012-es UEFA-bajnokok ligája (selejtezők)
A 2011–2012-es UEFA-bajnokok ligája selejtezőit négy fordulóban bonyolították le 2011. június 28. és augusztus 24. között. A rájátszás párosításainak győztesei jutottak be a 2011–2012-es UEFA-bajnokok ligája csoportkörébe.
A mérkőzések oda-visszavágós rendszerben zajlottak. A két találkozó végén az összesítésben jobbnak bizonyuló csapat jutott tovább a következő körbe. Ha az összesítésnél az eredmény döntetlen volt, akkor az idegenben több gólt szerző csapat jutott tovább. Amennyiben az idegenben lőtt gólok száma is azonos volt, akkor 30 perces hosszabbításra került sor a visszavágó rendes játékidejének lejárta után. Ha a 2×15 perces hosszabbításban gólt/gólokat szerzett mindkét együttes, és az összesített állás egyenlő volt, akkor a vendég csapat jutott tovább idegenben szerzett góllal/gólokkal. Gólnélküli hosszabbítás esetén büntetőpárbajra került sor.

## Fordulók és időpontok
| Forduló    | Sorsolás dátuma    | 1. mérkőzés            | 2. mérkőzés            |
| ---------- | ------------------ | ---------------------- | ---------------------- |
| 1. forduló | 2011. június 20.   | 2011. június 28–29.    | 2011. július 5–6.      |
| 2. forduló | 2011. június 20.   | 2011. július 12–13.    | 2011. július 19–20.    |
| 3. forduló | 2011. július 15.   | 2011. július 26–27.    | 2011. augusztus 2–3.   |
| Rájátszás  | 2011. augusztus 5. | 2011. augusztus 16–17. | 2011. augusztus 23–24. |

Az időpontok közép-európai idő/közép-európai nyári idő szerint értendők.

## Csapatok
A selejtezőkben az alábbi 54 csapat vett részt (39 bajnok illetve 15 bajnoki helyezés alapján résztvevő). A rájátszásból összesen 10 együttes kvalifikálta magát a csoportkörbe, ahol a korábban kiemelt 22 csapattal együtt alakult ki a teljes mezőny.
A harmadik körben búcsúzó csapatok az Európa-liga rájátszásában folytatták. A rájátszásban búcsúzó klubok pedig az Európa-liga csoportkörébe jutottak.
A kiemelések az UEFA-együttható alapján történtek, amely a csapat neve után zárójelben olvasható.
| Jelmagyarázat                                                            |
| ------------------------------------------------------------------------ |
| Bejutott a csoportkörbe                                                  |
| Kiesett a rájátszásban; bejutott az Európa-liga csoportkörébe            |
| Kiesett a harmadik selejtezőkörben; bejutott az Európa-liga rájátszásába |
| Kiesett az első- illetve a második selejtezőkörből                       |

| A rájátszásban csatlakozó csapatok           | A rájátszásban csatlakozó csapatok  | A rájátszásban csatlakozó csapatok  | A rájátszásban csatlakozó csapatok  |
| Bajnokok                                     | Bajnoki helyezés alapján résztvevők | Bajnoki helyezés alapján résztvevők | Bajnoki helyezés alapján résztvevők |
| -------------------------------------------- | ----------------------------------- | ----------------------------------- | ----------------------------------- |
|                                              | Bayern München (118,887)            | Arsenal (108,157)                   | Olympique Lyonnais (92,735)         |
| Villarreal CF (75,465)                       | Udinese Calcio (27,110)             |                                     |                                     |
| Harmadik selejtezőkörben csatlakozó csapatok |                                     |                                     |                                     |
| Bajnokok                                     | Bajnoki helyezés alapján résztvevők | Bajnoki helyezés alapján résztvevők | Bajnoki helyezés alapján résztvevők |
| Rangers (56,028)                             | Benfica (81,319)                    | Dinamo Kijiv (60,776)               | Panathinaikósz (57,833)             |
| FC København (51,110)                        | Twente (41,025)                     | Standard de Liège (2,400)           | Rubin Kazany (31,941)               |
| KRC Genk (8,400)                             | FC Zürich (18,980)                  | Odense BK (18,610)                  |                                     |
|                                              | Trabzonspor (12,010)TUR             | FC Vaslui (10,164)                  |                                     |
| Második selejtezőkörben csatlakozó csapatok  |                                     |                                     |                                     |
| BATE Bariszav (23,216)                       | Makkabi Haifa (21,400)              | Dinamo Zagreb (20,224)              | Rosenborg (19,375)                  |
| Partizan (15,850)                            | APÓEL (13,124)                      | Wisła Kraków (10,183)               | Sturm Graz (8,640)                  |
| Liteksz Lovecs (8,575)                       | Slovan Bratislava (5,899)           | Viktoria Plzeň (5,170)              | NK Maribor (4,224)                  |
| HJK (3,793)                                  | Ekranas (3,541)                     | SZK Zesztaponi (2,891)              | Malmö FF (2,825)                    |
| Shamrock Rovers (2,741)                      | Dacia Chișinău (2,549)              | Pjunik (2,516)                      | Borac Banja Luka (2,324)            |
| Mogren (2,275)                               | Skonto (2,233)                      | Videoton (2,200)                    | Bangor City (2,058)                 |
| HB Tórshavn (1,783)                          | Linfield (1,699)                    | Tobil Kosztanaj (1,624)             | Flora (1,508)                       |
| Breiðablik (1,491)                           | Neftçi (1,233)                      | Skendija 79 (1,041)                 | Skënderbeu Korçë (0,774)            |
| Első selejtezőkörben induló csapatok         |                                     |                                     |                                     |
| F91 Dudelange (1,524)                        | Valletta FC (1,483)                 | FC Santa Coloma (1,200)             | Tre Fiori (1,183)                   |

Törökország (TUR): A Török Labdarúgó-szövetség a 2011. augusztus 24-én hozott döntése szerint nem indítja a Fenerbahçe csapatát a bajnokok ligájában, mert a klub érintett egy bundabotrányban. Helyette a Trabzonspor indul a csoportkörben.

## 1. selejtezőkör
Az első selejtezőkörben az alábbi 4 bajnokcsapat vett részt. A párosítások győztesei a 2. selejtezőkörbe jutottak.
| Kiemelt csapatok - F91 Dudelange (1,524) - Valletta FC (1,483) | Nem kiemelt csapatok - FC Santa Coloma (1,200) - Tre Fiori (1,183) |

### Párosítások
A párosításokat 2011. június 20-án 12:00-kor sorsolták Nyonban.
| 1. csapat       | Össz.Tooltip Aggregate score | 2. csapat     | 1. mérk. | 2. mérk. |
| --------------- | ---------------------------- | ------------- | -------- | -------- |
| Tre Fiori       | 1–5                          | Valletta FC   | 0–3      | 1–2      |
| FC Santa Coloma | 0–4                          | F91 Dudelange | 0–2      | 0–2      |

### 1. mérkőzések
| 2011. június 28. 19:00 |

| FC Santa Coloma | 0–2               | F91 Dudelange          |
| --------------- | ----------------- | ---------------------- |
|                 | (0–0) Jegyzőkönyv | Legros 57' Caillet 79' |

| Estadi Comunal d’Andorra la Vella, Andorra la Vella Nézőszám: 300 Játékvezető: Elmir Pilav (bosznia-hercegovinai) |

| 2011. június 28. 20:30 |

| Tre Fiori | 0–3               | Valletta FC                                   |
| --------- | ----------------- | --------------------------------------------- |
|           | (0–1) Jegyzőkönyv | Denni 43' Effiong 50' G. Agius 70' (11-esből) |

| Olimpiai Stadion, Serravalle Nézőszám: 544 Játékvezető: Alan Muir (skót) |

### 2. mérkőzések
| 2011. július 5. 18:30 |

| F91 Dudelange    | 2–0               | FC Santa Coloma |
| ---------------- | ----------------- | --------------- |
| Abdullei 60' 89' | (0–0) Jegyzőkönyv |                 |

| Stade Jos Nosbaum, Dudelange Nézőszám: 1015 Játékvezető: Gabriele Rossi (San Marinó-i) |

| 2011. július 6. 19:00 |

| Valletta FC                       | 2–1               | Tre Fiori           |
| --------------------------------- | ----------------- | ------------------- |
| Zammit 58' (11-esből) Barbosa 88' | (0–1) Jegyzőkönyv | Lisi 21' (11-esből) |

| Hibernians Ground, Paola Nézőszám: 1616 Játékvezető: Bardhyl Pashaj (albán) |

## 2. selejtezőkör
Az első selejtezőkör két továbbjutójához 32 bajnokcsapat csatlakozott, így az alábbi 34 csapat vett részt ebben a fordulóban. A párosítások győztesei a 3. selejtezőkör, bajnokcsapatok selejtezőjébe jutottak.
| Kiemelt csapatok - BATE Bariszav (23,216) - Makkabi Haifa (21,400) - Dinamo Zagreb (20,224) - Rosenborg (19,375) - Partizan (15,850) - APÓEL (13,124) - Wisła Kraków (10,183) - Sturm Graz (8,640) - Liteksz Lovecs (8,575) - Slovan Bratislava (5,899) - Viktoria Plzeň (5,170) - NK Maribor (4,224) - HJK (3,793) - Ekranas (3,541) - SZK Zesztaponi (2,891) - Malmö FF (2,825) - Shamrock Rovers (2,741) | Nem kiemelt csapatok - Dacia Chișinău (2,549) - Pjunik (2,516) - Borac Banja Luka (2,324) - Mogren (2,275) - Skonto (2,233) - Videoton (2,200) - Bangor City (2,058) - HB Tórshavn (1,783) - Linfield (1,699) - Tobil Kosztanaj (1,624) - F91 DudelangeT (1,524) - Flora (1,508) - Breiðablik (1,491) - Valletta FCT (1,483) - Neftçi (1,233) - Skendija 79 (1,041) - Skënderbeu Korçë (0,774) |

A sorsolás előtt a csapatokat három csoportba osztották. Minden csoportból egy kiemelt és egy kiemelés nélküli csapatot sorsoltak.
| 1. csoport                                                      | 1. csoport                                                              | 2. csoport                                                              | 2. csoport                                                     | 3. csoport                                                        | 3. csoport                                               |
| Kiemelt                                                         | Nem kiemelt                                                             | Kiemelt                                                                 | Nem kiemelt                                                    | Kiemelt                                                           | Nem kiemelt                                              |
| --------------------------------------------------------------- | ----------------------------------------------------------------------- | ----------------------------------------------------------------------- | -------------------------------------------------------------- | ----------------------------------------------------------------- | -------------------------------------------------------- |
| Makkabi Haifa APÓEL Liteksz Lovecs Slovan Bratislava NK Maribor | Borac Banja Luka Mogren Tobil Kosztanaj F91 DudelangeT Skënderbeu Korçë | Dinamo Zagreb Partizan Sturm Graz Viktoria Plzeň Ekranas SZK Zesztaponi | Dacia Chișinău Pjunik Videoton Valletta FCT Neftçi Skendija 79 | BATE Bariszav Rosenborg Wisła Kraków HJK Malmö FF Shamrock Rovers | Skonto Bangor City HB Tórshavn Linfield Flora Breiðablik |

Jegyzetek
- T: Az 1. selejtezőkörből továbbjutott csapat, a sorsoláskor nem volt ismert.

### Párosítások
A párosításokat 2011. június 20-án 12:00-kor sorsolták Nyonban.
| 1. csapat         | Össz.Tooltip Aggregate score | 2. csapat        | 1. mérk. | 2. mérk. |
| ----------------- | ---------------------------- | ---------------- | -------- | -------- |
| Makkabi Haifa     | 7–4                          | Borac Banja Luka | 5–1      | 2–3      |
| Mogren            | 1–5                          | Liteksz Lovecs   | 1–2      | 0–3      |
| NK Maribor        | 5–1                          | F91 Dudelange    | 2–0      | 3–1      |
| Skënderbeu Korçë  | 0–6                          | APÓEL            | 0–2      | 0–4      |
| Slovan Bratislava | 3–1                          | Tobil Kosztanaj  | 2–0      | 1–1      |
| Sturm Graz        | 4–3                          | Videoton         | 2–0      | 2–3      |
| SZK Zesztaponi    | 3–2                          | Dacia Chișinău   | 3–0      | 0–2      |
| Dinamo Zagreb     | 3–0                          | Neftçi           | 3–0      | 0–0      |
| Pjunik            | 1–9                          | Viktoria Plzeň   | 0–4      | 1–5      |
| Partizan          | 5–0                          | Skendija 79      | 4–0      | 1–0      |
| Valletta FC       | 2–4                          | Ekranas          | 2–3      | 0–1      |
| Malmö FF          | 3–1                          | HB Tórshavn      | 2–0      | 1–1      |
| Shamrock Rovers   | 1–0                          | Flora            | 1–0      | 0–0      |
| Rosenborg         | 5–2                          | Breiðablik       | 5–0      | 0–2      |
| Bangor City       | 0–131                        | HJK              | 0–3      | 0–10     |
| Skonto            | 0–3                          | Wisła Kraków     | 0–1      | 0–2      |
| Linfield          | 1–3                          | BATE Bariszav    | 1–1      | 0–2      |

- 1. A pályaválasztói jogot az eredeti soroláshoz képest felcserélték.

### 1. mérkőzések
| 2011. július 12. 17:00 |

| Pjunik | 0–4               | Viktoria Plzeň                                           |
| ------ | ----------------- | -------------------------------------------------------- |
|        | (0–3) Jegyzőkönyv | Bakoš 7' 40' (11-esből) Horváth 28' (11-esből) Kolář 72' |

| Hanrapetakan Stadion, Jereván Nézőszám: 3000 Játékvezető: Michael Lerjeus (svéd) |

| 2011. július 12. 19:30 |

| Valletta FC                         | 2–3               | Ekranas                                          |
| ----------------------------------- | ----------------- | ------------------------------------------------ |
| Mifsud 43' Barbosa 90+1' (11-esből) | (1–3) Jegyzőkönyv | Umeh 15' Gleveckas 22' Radavičius 41' (11-esből) |

| Hibernians Ground, Paola Nézőszám: 1608 Játékvezető: Pavle Radovanović (montenegrói) |

| 2011. július 12. 20:00 |

| Mogren     | 1–2               | Liteksz Lovecs  |
| ---------- | ----------------- | --------------- |
| M. Zec 14' | (1–0) Jegyzőkönyv | Todorov 77' 79' |

| Podgorica városi stadion, Podgorica1 Nézőszám: 1500 Játékvezető: Halis Özkahya (török) |

| 2011. július 12. 20:00 |

| NK Maribor             | 2–0               | F91 Dudelange |
| ---------------------- | ----------------- | ------------- |
| Arghus 36' Ibraimi 45' | (2–0) Jegyzőkönyv |               |

| Stadion Ljudski vrt, Maribor Nézőszám: 5500 Játékvezető: Veaceslav Banari (moldáv) |

| 2011. július 12. 20:15 |

| Slovan Bratislava  | 2–0               | Tobil Kosztanaj |
| ------------------ | ----------------- | --------------- |
| Šebo 41' Guédé 81' | (1–0) Jegyzőkönyv |                 |

| Štadión Pasienky, Pozsony Nézőszám: 5128 Játékvezető: Viktor Shvetsov (ukrán) |

| 2011. július 12. 21:00 |

| Shamrock Rovers | 1–0               | Flora |
| --------------- | ----------------- | ----- |
| Turner 34'      | (1–0) Jegyzőkönyv |       |

| Tallaght Stadion, Dublin Nézőszám: 5026 Játékvezető: Jakob Kehlet (dán) |

| 2011. július 13. 18:00 |

| SZK Zesztaponi               | 3–0               | Dacia Chișinău |
| ---------------------------- | ----------------- | -------------- |
| Gelashvili 14' Dvali 23' 40' | (3–0) Jegyzőkönyv |                |

| David Abashidze Stadion, Zesztaponi Nézőszám: 4458 Játékvezető: Halis Özkahya (török) |

| 2011. július 13. 19:00 |

| Makkabi Haifa                                 | 5–1               | Borac Banja Luka |
| --------------------------------------------- | ----------------- | ---------------- |
| Amashe 45+1' 71' 73' Yampolsky 72' Golasa 80' | (1–1) Jegyzőkönyv | Raspudić 24'     |

| Kirjat Eliezer, Haifa Nézőszám: 9750 Játékvezető: Paolo Valeri (olasz) |

| 2011. július 13. 19:00 |

| Malmö FF                     | 2–0               | HB Tórshavn |
| ---------------------------- | ----------------- | ----------- |
| Rexhepi 58' Holm 77' (öngól) | (0–0) Jegyzőkönyv |             |

| Swedbank Stadion, Malmö Nézőszám: 12 501 Játékvezető: Marios Panayi (ciprusi) |

| 2011. július 13. 19:30 |

| Bangor City | 0–3               | HJK                     |
| ----------- | ----------------- | ----------------------- |
|             | (0–1) Jegyzőkönyv | Sadik 14' 55' Sorsa 89' |

| Belle Vue, Rhyl² Nézőszám: 1189 Játékvezető: Davit Kharitonashvili (grúz) |

| 2011. július 13. 20:00 |

| Skënderbeu Korçë | 0–2               | APÓEL                       |
| ---------------- | ----------------- | --------------------------- |
|                  | (0–0) Jegyzőkönyv | Nuno Morais 52' Manduca 56' |

| Skënderbeu stadion, Korça Nézőszám: 10 000 Játékvezető: Ján Valášek (szlovák) |

| 2011. július 13. 20:00 |

| Dinamo Zagreb                            | 3–0               | Neftçi |
| ---------------------------------------- | ----------------- | ------ |
| Badelj 37' Krstanović 46' 65' (11-esből) | (1–0) Jegyzőkönyv |        |

| Maksimir Stadion, Zágráb Nézőszám: 33 266 Játékvezető: Antony Gautier (francia) |

| 2011. július 13. 20:30 |

| Sturm Graz                | 2–0               | Videoton |
| ------------------------- | ----------------- | -------- |
| Szabics 68' Kienast 90+2' | (0–0) Jegyzőkönyv |          |

| Wörthersee Stadion, Klagenfurt³ Nézőszám: 11 500 Játékvezető: Stuart Attwell (angol) |

| 2011. július 13. 20:30 |

| Skonto | 0–1               | Wisła Kraków     |
| ------ | ----------------- | ---------------- |
|        | (0–1) Jegyzőkönyv | Rode 40' (öngól) |

| Skonto stadion, Riga Nézőszám: 5200 Játékvezető: Menashe Masiah (izraeli) |

| 2011. július 13. 20:45 |

| Partizan                                               | 4–0               | Skendija 79 |
| ------------------------------------------------------ | ----------------- | ----------- |
| Vukić 48' Eduardo 58' Šćepović 74' Berisha 76' (öngól) | (0–0) Jegyzőkönyv |             |

| Stadion Partizana, Belgrád Nézőszám: 15 324 Játékvezető: Artyom Kuchin (kazak) |

| 2011. július 13. 20:45 |

| Rosenborg                                                  | 5–0               | Breiðablik |
| ---------------------------------------------------------- | ----------------- | ---------- |
| Skjelbred 43' Dorsin 48' Henriksen 72' Prica 76' Olsen 86' | (1–0) Jegyzőkönyv |            |

| Lerkendal Stadion, Trondheim Nézőszám: 4943 Játékvezető: Nikolay Yordanov (bolgár) |

| 2011. július 13. 20:45 |

| Linfield   | 1–1               | BATE Bariszav          |
| ---------- | ----------------- | ---------------------- |
| Fordyce 5' | (1–1) Jegyzőkönyv | Bressan 37' (11-esből) |

| Windsor Park, Belfast Nézőszám: 1212 Játékvezető: Paweł Gil (lengyel) |

Jegyzetek
- 1. A Mogren a hazai mérkőzését a Podgorica városi stadionban, Podgoricában játszotta, mert a stadionjuk, a Lugovi Stadion nem felelt meg az UEFA előírásainak.
- 2. A Bangor City a hazai mérkőzését a Belle Vue stadionban Rhylben játszotta, mert a stadionjuk, a Farrar Road stadionban nem felelt meg az UEFA előírásainak.
- 3. A Sturm Graz a hazai mérkőzését a Wörthersee Stadionban Klagenfurtban játszotta, mert a stadionjuk, a UPC-Arena egy másik rendezvény helyszíne volt.

### 2. mérkőzések
| 2011. július 19. 17:45 |

| Flora | 0–0         | Shamrock Rovers |
| ----- | ----------- | --------------- |
|       | Jegyzőkönyv |                 |

| A. Le Coq Arena, Tallinn Nézőszám: 2970 Játékvezető: Dimitar Meckarovski (macedón) |

| 2011. július 19. 18:00 |

| F91 Dudelange | 1–3               | NK Maribor                         |
| ------------- | ----------------- | ---------------------------------- |
| da Mota 54'   | (0–1) Jegyzőkönyv | Mezga 26' 76' (11-esből) Berić 72' |

| Stade Jos Nosbaum, Dudelange Nézőszám: 1152 Játékvezető: Marco Borg (máltai) |

| 2011. július 19. 18:00 |

| Tobil Kosztanaj         | 1–1               | Slovan Bratislava |
| ----------------------- | ----------------- | ----------------- |
| Štepanovský 62' (öngól) | (0–1) Jegyzőkönyv | Kladrubský 16'    |

| Központi Stadion, Kosztanaj Nézőszám: 6800 Játékvezető: Ante Vučemilović-Šimunović Jr. (horvát) |

| 2011. július 19. 18:00 |

| Neftçi | 0–0         | Dinamo Zagreb |
| ------ | ----------- | ------------- |
|        | Jegyzőkönyv |               |

| Tofik Bahramov Stadion, Bakı Nézőszám: 7000 Játékvezető: Hannes Kaasik (észt) |

| 2011. július 19. 18:00 |

| Ekranas   | 1–0               | Valletta FC |
| --------- | ----------------- | ----------- |
| Dedura 5' | (1–0) Jegyzőkönyv |             |

| Aukštaitija Stadion, Panevėžys Nézőszám: 3000 Játékvezető: Augustus Constantin (román) |

| 2011. július 19. 18:00 |

| HJK                                                                                      | 10–0              | Bangor City |
| ---------------------------------------------------------------------------------------- | ----------------- | ----------- |
| Ring 37' Sadik 44' Zeneli 47' 54' Rafinha 52' Pukki 64' 67' Kastrati 66' 88' Parikka 71' | (2–0) Jegyzőkönyv |             |

| Sonera Stadion, Helsinki Nézőszám: 6700 Játékvezető: Davit Kharitonashvili (grúz) |

| 2011. július 19. 18:00 |

| BATE Bariszav             | 2–0               | Linfield |
| ------------------------- | ----------------- | -------- |
| Nekhaichik 58' Pavlov 61' | (0–0) Jegyzőkönyv |          |

| Haradszki Stadion, Bariszav Nézőszám: 5200 Játékvezető: Libor Kovařík (cseh) |

| 2011. július 19. 19:00 |

| Liteksz Lovecs                            | 3–0               | Mogren |
| ----------------------------------------- | ----------------- | ------ |
| Zanev 3' Todorov 49' (11-esből) Yanev 80' | (1–0) Jegyzőkönyv |        |

| Lovecsi stadion, Lovecs Nézőszám: 4000 Játékvezető: Andre Marriner (angol) |

| 2011. július 19. 20:00 |

| HB Tórshavn     | 1–1               | Malmö FF         |
| --------------- | ----------------- | ---------------- |
| Benjaminsen 70' | (0–0) Jegyzőkönyv | Figueiredo 90+1' |

| Gundadalur Stadion, Tórshavn Nézőszám: 688 Játékvezető: Milenko Vukadinović (szerb) |

| 2011. július 19. 20:15 |

| Viktoria Plzeň                            | 5–1               | Pjunik       |
| ----------------------------------------- | ----------------- | ------------ |
| Bakoš 38' 42' Kolář 45+1' 57' Pilař 90+2' | (3–0) Jegyzőkönyv | Malakyan 49' |

| Stadion města Plzně, Plzeň Nézőszám: 5400 Játékvezető: Antti Munukka (finn) |

| 2011. július 19. 20:30 |

| Wisła Kraków           | 2–0               | Skonto |
| ---------------------- | ----------------- | ------ |
| Małecki 51' Illiev 64' | (0–0) Jegyzőkönyv |        |

| Henryk Reyman Stadion, Krakkó Nézőszám: 19 300 Játékvezető: Milorad Mažić (szerb) |

| 2011. július 19. 20:45 |

| Skendija 79 | 0–1               | Partizan     |
| ----------- | ----------------- | ------------ |
|             | (0–0) Jegyzőkönyv | Jovančić 68' |

| II. Philipposz Aréna, Szkopje1 Nézőszám: 5000 Játékvezető: Ovidiu Hațegan (román) |

| 2011. július 20. 19:00 |

| APÓEL                                              | 4–0               | Skënderbeu Korçë |
| -------------------------------------------------- | ----------------- | ---------------- |
| Solari 59' Aílton 66' Adorno 80' Charalambidis 86' | (0–0) Jegyzőkönyv |                  |

| GSZP Stadion, Nicosia Nézőszám: 11 271 Játékvezető: Andrea De Marco (olasz) |

| 2011. július 20. 19:00 |

| Dacia Chișinău                     | 2–0               | SZK Zesztaponi |
| ---------------------------------- | ----------------- | -------------- |
| Popovici 20' Orbu 90+2' (11-esből) | (1–0) Jegyzőkönyv |                |

| Dinamo Stadion, Chişinău Nézőszám: 4000 Játékvezető: Harald Lechner (osztrák) |

| 2011. július 20. 20:30 |

| Videoton                         | 3–2               | Sturm Graz              |
| -------------------------------- | ----------------- | ----------------------- |
| Elek 27' Sándor 32' Lipták 45+2' | (3–2) Jegyzőkönyv | Hölzl 28' Feldhofer 39' |

| Sóstói Stadion, Székesfehérvár Nézőszám: 8780 Játékvezető: Alekszandar Sztavrev (macedón) |

| 2011. július 20. 20:45 |

| Borac Banja Luka            | 3–2               | Makkabi Haifa       |
| --------------------------- | ----------------- | ------------------- |
| Krunić 9' 34' Vidaković 84' | (2–1) Jegyzőkönyv | Dvalishvili 24' 54' |

| Banja Luka városi stadion, Banja Luka Nézőszám: 4000 Játékvezető: Richard Liesveld (holland) |

| 2011. július 20. 20:45 |

| Breiðablik                       | 2–0               | Rosenborg |
| -------------------------------- | ----------------- | --------- |
| Macallister 28' Steindórsson 82' | (1–0) Jegyzőkönyv |           |

| Kópavogsvöllur, Kópavogur Nézőszám: 747 Játékvezető: Christof Virant (belga) |

Jegyzetek
- 1. A Skendija 79 a hazai mérkőzését a II. Philipposz Arénában, Szkopjében játszotta, mert a stadionjuk, a Gradski stadion Tetovo nem felelt meg az UEFA előírásainak.

## 3. selejtezőkör
Ez a selejtezőkör két ágon zajlott, mely a bajnokcsapatoknak rendezett, valamint a bajnoki helyezés alapján induló csapatok selejtezőjéből állt.

### Bajnokcsapatok selejtezője
A második selejtezőkör 17 továbbjutójához a 14–16.-ig rangsorolt nemzeti labdarúgó-bajnokságok 3 bajnokcsapata csatlakozott, így az alábbi 20 csapat vett részt ebben a fordulóban.
A párosítások győztesei a bajnokcsapatok rájátszásába kerültek, míg a vesztes csapatok a 2011–2012-es Európa-liga rájátszásában folytatták.
| Kiemelt csapatok - Rangers (56,028) - FC København (51,110) - BATE BariszavT (23,216) - Makkabi HaifaT (21,400) - Dinamo ZagrebT (20,224) - RosenborgT (19,375) - PartizanT (15,850) - APÓELT (13,124) - Wisła KrakówT (10,183) - Sturm GrazT (8,640) | Nem kiemelt csapatok - Liteksz LovecsT (8,575) - KRC Genk (8,400) - Slovan BratislavaT (5,899) - Viktoria PlzeňT (5,170) - NK MariborT (4,224) - HJKT (3,793) - EkranasT (3,541) - SZK ZesztaponiT (2,891) - Malmö FFT (2,825) - Shamrock RoversT (2,741) |

A sorsolás előtt a csapatokat két csoportba osztották. Minden csoportból egy kiemelt és egy kiemelés nélküli csapatot sorsoltak.
| 1. csoport                                                      | 1. csoport                                                           | 2. csoport                                              | 2. csoport                                                  |
| Kiemelt                                                         | Nem kiemelt                                                          | Kiemelt                                                 | Nem kiemelt                                                 |
| --------------------------------------------------------------- | -------------------------------------------------------------------- | ------------------------------------------------------- | ----------------------------------------------------------- |
| FC København Makkabi HaifaT Dinamo ZagrebT APÓELT Wisła KrakówT | Liteksz LovecsT Slovan BratislavaT NK MariborT HJKT Shamrock RoversT | Rangers BATE BariszavT RosenborgT PartizanT Sturm GrazT | KRC Genk Viktoria PlzeňT EkranasT SZK ZesztaponiT Malmö FFT |

Jegyzetek
T: A 2. selejtezőkörből továbbjutott csapat, a sorsoláskor nem volt ismert.

#### Párosítások
A párosításokat 2011. július 15-én sorsolták.
| 1. csapat         | Össz.Tooltip Aggregate score | 2. csapat         | 1. mérk. | 2. mérk. |
| ----------------- | ---------------------------- | ----------------- | -------- | -------- |
| Bajnoki ág        |                              |                   |          |          |
| Liteksz Lovecs    | 2–5                          | Wisła Kraków      | 1–2      | 1–3      |
| Makkabi Haifa     | 3–2                          | NK Maribor        | 2–1      | 1–1      |
| HJK               | 2–2 (i.g.)                   | Dinamo Zagreb     | 1–2      | 1–0      |
| APÓEL             | 2–0                          | Slovan Bratislava | 0–0      | 2–0      |
| FC København      | 3–0                          | Shamrock Rovers   | 1–0      | 2–0      |
| KRC Genk          | 3–2                          | Partizan          | 2–1      | 1–1      |
| Rosenborg         | 2–4                          | Viktoria Plzeň    | 0–1      | 2–3      |
| SZK Zesztaponi    | 1–2                          | Sturm Graz        | 1–1      | 0–1      |
| Ekranas           | 1–3                          | BATE Bariszav     | 0–0      | 1–3      |
| Rangers           | 1–2                          | Malmö FF          | 0–1      | 1–1      |
| Nem bajnoki ág    |                              |                   |          |          |
| Standard de Liège | 1–2                          | FC Zürich         | 1–1      | 0–1      |
| Twente            | 2–0                          | FC Vaslui         | 2–0      | 0–0      |
| Benfica           | 3–1                          | Trabzonspor       | 2–0      | 1–1      |
| Dinamo Kijiv      | 1–4                          | Rubin Kazany      | 0–2      | 1–2      |
| Odense BK         | 5–4                          | Panathinaikósz    | 1–1      | 4–3      |

#### 1. mérkőzések
| 2011. július 26. 18:00 |

| SZK Zesztaponi | 1–1               | Sturm Graz |
| -------------- | ----------------- | ---------- |
| Gelashvili 74' | (0–0) Jegyzőkönyv | Wolf 78'   |

| Borisz Paicsadze Stadion, Tbiliszi1 Nézőszám: 14 700 Játékvezető: Anasztásziosz Kákosz (görög) |

| 2011. július 26. 18:00 |

| Ekranas | 0–0         | BATE Bariszav |
| ------- | ----------- | ------------- |
|         | Jegyzőkönyv |               |

| S. Darius and S. Girėnas Stadion, Kaunas² Nézőszám: 2989 Játékvezető: Deniz Aytekin (német) |

| 2011. július 26. 19:00 |

| APÓEL | 0–0         | Slovan Bratislava |
| ----- | ----------- | ----------------- |
|       | Jegyzőkönyv |                   |

| GSZP Stadion, Nicosia Nézőszám: 14 553 Játékvezető: Pol van Boekel (holland) |

| 2011. július 26. 19:30 |

| Liteksz Lovecs | 1–2               | Wisła Kraków           |
| -------------- | ----------------- | ---------------------- |
| Tom 45+1'      | (1–1) Jegyzőkönyv | Lamey 19' Melikson 76' |

| Lovecsi Stadion, Lovecs Nézőszám: 6800 Játékvezető: Tommy Skjerven (norvég) |

| 2011. július 26. 20:45 |

| KRC Genk                             | 2–1               | Partizan  |
| ------------------------------------ | ----------------- | --------- |
| Vossen 70' (11-esből) Ogunjimi 90+2' | (0–0) Jegyzőkönyv | Tomić 65' |

| Cristal Arena, Genk Nézőszám: 12 735 Játékvezető: Michael Koukoulakis (görög) |

| 2011. július 26. 20:45 |

| Rangers | 0–1               | Malmö FF    |
| ------- | ----------------- | ----------- |
|         | (0–1) Jegyzőkönyv | Larsson 18' |

| Ibrox Stadion, Glasgow Nézőszám: 28 828 Játékvezető: Antonio Mateu Lahoz (spanyol) |

| 2011. július 27. 18:00 |

| HJK      | 1–2               | Dinamo Zagreb                  |
| -------- | ----------------- | ------------------------------ |
| Ring 14' | (1–1) Jegyzőkönyv | Rafinha 19' (öngól) Sammir 76' |

| Sonera Stadion, Helsinki Nézőszám: 10 153 Játékvezető: Libor Kovařík (cseh) |

| 2011. július 27. 20:00 |

| FC København | 1–0               | Shamrock Rovers |
| ------------ | ----------------- | --------------- |
| Ottesen 4'   | (1–0) Jegyzőkönyv |                 |

| Parken Stadion, Koppenhága Nézőszám: 11 571 Játékvezető: Pavle Radovanović (montenegrói) |

| 2011. július 27. 20:05 |

| Makkabi Haifa                           | 2–1               | NK Maribor |
| --------------------------------------- | ----------------- | ---------- |
| Dvalishvili 8' (11-esből) Yampolsky 70' | (1–1) Jegyzőkönyv | Marcos 27' |

| Kiryat Eliezer Stadion, Haifa Nézőszám: 9600 Játékvezető: Artur Soares (portugál) |

| 2011. július 27. 20:45 |

| Rosenborg | 0–1               | Viktoria Plzeň |
| --------- | ----------------- | -------------- |
|           | (0–1) Jegyzőkönyv | Pilař 33'      |

| Lerkendal Stadion, Trondheim Nézőszám: 8028 Játékvezető: Matej Jug (szlovén) |

Jegyzetek
- 1. Az SZK Zesztaponi a hazai mérkőzését a Borisz Paicsadze Stadionban, Tbilisziben játszotta, mert nagyobb befogadóképességű, mint a David Abashidze Stadion.
- 2. Az Ekranas a hazai mérkőzését az S. Darius and S. Girėnas Stadionban, Kaunasban játszotta, mert nagyobb befogadóképességű, mint a Aukštaitija Stadion.

#### 2. mérkőzések
| 2011. augusztus 2. 18:00 |

| BATE Bariszav                           | 3–1               | Ekranas     |
| --------------------------------------- | ----------------- | ----------- |
| Rodionov 18' Bressan 35' Gordeichuk 89' | (2–1) Jegyzőkönyv | Velička 22' |

| Haradszki Stadion, Bariszav Nézőszám: 5360 Játékvezető: Hüseyin Göçek (török) |

| 2011. augusztus 2. 21:00 |

| Shamrock Rovers | 0–2               | FC København           |
| --------------- | ----------------- | ---------------------- |
|                 | (0–1) Jegyzőkönyv | N'Doye 42' Bolaños 73' |

| Tallaght Stadion, Dublin Nézőszám: 5901 Játékvezető: Halis Özkahya (török) |

| 2011. augusztus 3. 19:00 |

| Malmö FF  | 1–1               | Rangers     |
| --------- | ----------------- | ----------- |
| Hamad 80' | (0–1) Jegyzőkönyv | Jelavić 24' |

| Swedbank Stadion, Malmö Nézőszám: 19 084 Játékvezető: Vladislav Bezborodov (orosz) |

| 2011. augusztus 3. 20:15 |

| Slovan Bratislava | 0–2               | APÓEL                    |
| ----------------- | ----------------- | ------------------------ |
|                   | (0–0) Jegyzőkönyv | Aílton 58' Manduca 90+4' |

| Štadión Pasienky, Pozsony Nézőszám: 9318 Játékvezető: Peter Sippel (német) |

| 2011. augusztus 3. 20:15 |

| Viktoria Plzeň                   | 3–2               | Rosenborg            |
| -------------------------------- | ----------------- | -------------------- |
| Bakoš 56' Kolář 60' Petržela 78' | (0–1) Jegyzőkönyv | Lustig 44' Prica 77' |

| Stadion města Plzně, Plzeň Nézőszám: 5124 Játékvezető: Marijo Strahonja (horvát) |

| 2011. augusztus 3. 20:30 |

| Sturm Graz  | 1–0               | SZK Zesztaponi |
| ----------- | ----------------- | -------------- |
| Kienast 68' | (0–0) Jegyzőkönyv |                |

| UPC-Arena, Graz Nézőszám: 10 058 Játékvezető: Antony Gautier (francia) |

| 2011. augusztus 3. 20:30 |

| Wisła Kraków                         | 3–1               | Liteksz Lovecs |
| ------------------------------------ | ----------------- | -------------- |
| Melikson 42' 56' (11-esből) Wilk 84' | (1–0) Jegyzőkönyv | Bodurov 68'    |

| Henryk Reyman Stadion, Krakkó Nézőszám: 23 050 Játékvezető: Fırat Aydınus (török) |

| 2011. augusztus 3. 20:45 |

| NK Maribor  | 1–1               | Makkabi Haifa |
| ----------- | ----------------- | ------------- |
| Tavares 32' | (1–1) Jegyzőkönyv | Vered 10'     |

| Stadion Ljudski vrt, Maribor Nézőszám: 12 000 Játékvezető: Said Ennjimi (francia) |

| 2011. augusztus 3. 20:45 |

| Dinamo Zagreb | 1–0               | HJK |
| ------------- | ----------------- | --- |
| Ibáñez 90+1'  | (0–0) Jegyzőkönyv |     |

| Maksimir Stadion, Zágráb Nézőszám: 25 370 Játékvezető: Kristinn Jakobsson (izlandi) |

| 2011. augusztus 3. 20:45 |

| Partizan  | 1–1               | KRC Genk              |
| --------- | ----------------- | --------------------- |
| Tomić 40' | (1–0) Jegyzőkönyv | Vossen 58' (11-esből) |

| Partizan Stadion, Belgrád Nézőszám: 24 511 Játékvezető: Manuel De Sousa (portugál) |

### Bajnoki helyezés alapján részt vevő csapatok selejtezője
Ebben a fordulóban a 7–15.-ig rangsorolt nemzeti labdarúgó-bajnokságok 9 ezüstérmese és a 6. helyen rangsorolt nemzeti labdarúgó-bajnokság bronzérmese vett részt.
A párosítások győztesei a bajnoki helyezés alapján részt vevő csapatok rájátszásába kerültek, míg a vesztes csapatok a 2011–2012-es Európa-liga rájátszásában folytatták.
| Kiemelt csapatok - Benfica (81,319) - Dinamo Kijiv (60,776) - Panathinaikósz (57,833) - Twente (41,025) - Standard de Liège (32,400) | Nem kiemelt csapatok - Rubin Kazany (31,941) - FC Zürich (18,980) - Odense BK (18,610) - Trabzonspor (12,010) - FC Vaslui (10,164) |

#### 1. mérkőzések
| 2011. július 26. 20:00 |

| Dinamo Kijiv | 0–2               | Rubin Kazany                    |
| ------------ | ----------------- | ------------------------------- |
|              | (0–1) Jegyzőkönyv | Kasaev 6' Natkho 68' (11-esből) |

| Dinamo Stadion, Kijev Nézőszám: 16 430 Játékvezető: David Fernández Borbalán (spanyol) |

| 2011. július 26. 20:45 |

| Twente                   | 2–0               | FC Vaslui |
| ------------------------ | ----------------- | --------- |
| Janko 34' (11-esből) 57' | (1–0) Jegyzőkönyv |           |

| GelreDome, Arnhem1 Nézőszám: 12 800 Játékvezető: Ivan Bebek (horvát) |

| 2011. július 27. 20:00 |

| Odense BK       | 1–1               | Panathinaikósz |
| --------------- | ----------------- | -------------- |
| Reginiussen 90' | (0–0) Jegyzőkönyv | Leto 47'       |

| Fionia Park, Odense Nézőszám: 10 055 Játékvezető: Carlos Clos Gómez (spanyol) |

| 2011. július 27. 20:15 |

| Standard de Liège | 1–1               | FC Zürich   |
| ----------------- | ----------------- | ----------- |
| González 90'      | (0–0) Jegyzőkönyv | Mehmedi 78' |

| Stade Maurice Dufrasne, Liège Nézőszám: 13 727 Játékvezető: Alon Yefet (izraeli) |

| 2011. július 27. 20:45 |

| Benfica               | 2–0               | Trabzonspor |
| --------------------- | ----------------- | ----------- |
| Nolito 71' Gaitán 88' | (0–0) Jegyzőkönyv |             |

| Estádio da Luz, Lisszabon Nézőszám: 37 341 Játékvezető: Stephan Studer (svájci) |

Jegyzetek
- 1. A Twente a hazai mérkőzését a GelreDomeban, Arnhemben játszotta, mert a stadionjukban a De Grolsch Veste stadionban 2011. július 7-én beomlott a tető.

#### 2. mérkőzések
| 2011. augusztus 2. 20:45 |

| Panathinaikósz                           | 3–4               | Odense BK                                       |
| ---------------------------------------- | ----------------- | ----------------------------------------------- |
| Boumsong 35' Toché 50' Petropoulos 90+5' | (1–1) Jegyzőkönyv | Johansson 12' Ruud 58' Kadrii 80' Andreasen 88' |

| Olimpiai Stadion, Athén Nézőszám: 0 Játékvezető: Andre Marriner (angol) |

| 2011. augusztus 3. 18:00 |

| Rubin Kazany             | 2–1               | Dinamo Kijiv       |
| ------------------------ | ----------------- | ------------------ |
| Dyadyun 19' Medvedev 88' | (1–0) Jegyzőkönyv | Oleh Huszjev 90+2' |

| Központi Stadion, Kazany Nézőszám: 19 820 Játékvezető: Andre Marriner (angol) |

| 2011. augusztus 3. 19:45 |

| FC Vaslui | 0–0         | Twente |
| --------- | ----------- | ------ |
|           | Jegyzőkönyv |        |

| Stadionul Ceahlăul, Karácsonkő1 Nézőszám: 5280 Játékvezető: Fredy Fautrel (francia) |

| 2011. augusztus 3. 20:15 |

| FC Zürich   | 1–0               | Standard de Liège |
| ----------- | ----------------- | ----------------- |
| Mehmedi 58' | (0–0) Jegyzőkönyv |                   |

| Letzigrund, Zürich Nézőszám: 10 500 Játékvezető: Paolo Valeri (olasz) |

| 2011. augusztus 3. 20:45 |

| Trabzonspor        | 1–1               | Benfica    |
| ------------------ | ----------------- | ---------- |
| Paulo Henrique 32' | (1–1) Jegyzőkönyv | Nolito 19' |

| Atatürk Olimpiai Stadion, Isztambul² Nézőszám: 32 060 Játékvezető: Alekszandar Sztavrev (macedón) |

Jegyzetek
- 1. Az FC Vaslui a hazai mérkőzését a Stadionul Ceahlăulban, Karácsonkőn játszotta, mert a stadionjuk, a Stadionul Municipal nem felelt meg az UEFA előírásainak.
- 2. A Trabzonspor a hazai mérkőzését az Atatürk Olimpiai Stadionban, Isztambulban játszotta, mert a trabzoni Hüseyin Avni Aker Stadion a 2011-es európai ifjúsági olimpiai fesztivál helyszíne volt.

## Rájátszás
A harmadik selejtezőkörhöz hasonlóan a rájátszás is két ágon zajlott. A párosítások továbbjutói a bajnokok ligája csoportkörébe jutottak, míg a vesztes csapatok a 2011–2012-es Európa-liga csoportkörében folytatták.

### Bajnokcsapatok selejtezője
Ebben a fordulóban a 3. selejtezőkör, bajnokcsapatok selejtezőjének 10 továbbjutója vett részt.
A párosítások győztesei bejutottak az UEFA-bajnokok ligája csoportkörébe, míg a vesztes csapatok a az Európa-liga csoportkörében folytatták.
| Kiemelt csapatok - FC København (51,110) - BATE Bariszav (23,216) - Makkabi Haifa (21,400) - Dinamo Zagreb (20,224) - APÓEL (13,124) | Nem kiemelt csapatok - Wisła Kraków (10,183) - Sturm Graz (8,640) - KRC Genk (8,400) - Viktoria Plzeň (5,170) - Malmö FF (2,825) |

#### Párosítások
A párosításokat 2011. augusztus 5-én sorsolták.
| 1. csapat          | Össz.Tooltip Aggregate score | 2. csapat      | 1. mérk. | 2. mérk.   |
| ------------------ | ---------------------------- | -------------- | -------- | ---------- |
| Bajnoki ág         |                              |                |          |            |
| Wisła Kraków       | 2–3                          | APÓEL          | 1–0      | 1–3        |
| Makkabi Haifa      | 3–3 (t. 1–4)                 | KRC Genk       | 2–1      | 1–2 (h.u.) |
| Dinamo Zagreb      | 4–3                          | Malmö FF       | 4–1      | 0–2        |
| FC København       | 2–5                          | Viktoria Plzeň | 1–3      | 1–2        |
| BATE Bariszav      | 3–1                          | Sturm Graz     | 1–1      | 2–0        |
| Nem bajnoki ág     |                              |                |          |            |
| Odense BK          | 1–3                          | Villarreal CF  | 1–0      | 0–3        |
| Twente             | 3–5                          | Benfica        | 2–2      | 1–3        |
| Arsenal            | 3–1                          | Udinese Calcio | 1–0      | 2–1        |
| Bayern München     | 3–0                          | FC Zürich      | 2–0      | 1–0        |
| Olympique Lyonnais | 4–2                          | Rubin Kazany   | 3–1      | 1–1        |

#### 1. mérkőzések
| 2011. augusztus 16. 20:45 |

| FC København | 1–3               | Viktoria Plzeň                          |
| ------------ | ----------------- | --------------------------------------- |
| Ottesen 69'  | (0–0) Jegyzőkönyv | Ottesen 52' (öngól) Pilař 59' Fillo 79' |

| Parken Stadion, Koppenhága Nézőszám: 19 148 Játékvezető: Martin Atkinson (angol) |

| 2011. augusztus 16. 20:45 |

| BATE Bariszav | 1–1               | Sturm Graz |
| ------------- | ----------------- | ---------- |
| Simić 59'     | (0–1) Jegyzőkönyv | Weber 12'  |

| Dinamo Stadion, Minszk1 Nézőszám: 15 550 Játékvezető: Svein Oddvar Moen (norvég) |

| 2011. augusztus 17. 20:45 |

| Wisła Kraków | 1–0               | APÓEL |
| ------------ | ----------------- | ----- |
| Małecki 71'  | (0–0) Jegyzőkönyv |       |

| Henryk Reyman Stadion, Krakkó Játékvezető: Stéphane Lannoy (francia) |

| 2011. augusztus 17. 20:45 |

| Makkabi Haifa             | 2–1               | KRC Genk  |
| ------------------------- | ----------------- | --------- |
| Amashe 8' Dvalishvili 28' | (2–0) Jegyzőkönyv | Barda 61' |

| Ramat Gan Stadion, Ramat Gan² Játékvezető: Wolfgang Stark (német) |

| 2011. augusztus 17. 20:45 |

| Dinamo Zagreb                                     | 4–1               | Malmö FF    |
| ------------------------------------------------- | ----------------- | ----------- |
| Sammir 4' 60' (11-esből) Rukavina 56' Bećiraj 84' | (1–1) Jegyzőkönyv | Mehmeti 17' |

| Maksimir Stadion, Zágráb Játékvezető: Pedro Proença (portugál) |

Jegyzetek
- 1. A BATE Bariszav a hazai mérkőzését a Dinamo Stadionban, Minszkben játszotta, mert nagyobb befogadóképességű, mint a Haradszki Stadion.
- 2. A Makkabi Haifa a hazai mérkőzését a Ramat Gan Stadionban, Ramat Ganban játszotta, mert nagyobb befogadóképességű, mint a Kiryat Eliezer Stadion.

#### 2. mérkőzések
| 2011. augusztus 23. 20:45 |

| APÓEL                              | 3–1               | Wisła Kraków |
| ---------------------------------- | ----------------- | ------------ |
| Pareiko 29' (öngól) Aílton 54' 87' | (1–0) Jegyzőkönyv | Wilk 71'     |

| GSZP Stadion, Nicosia Játékvezető: Kassai Viktor (magyar) |

| 2011. augusztus 23. 20:45 |

| KRC Genk                   | 2–1 (h. u.)       | Makkabi Haifa              |
| -------------------------- | ----------------- | -------------------------- |
| Vossen 35' Buffel 41'      | (2–1) Jegyzőkönyv | Golasa 37'                 |
| Büntetőpárbaj              |                   |                            |
| Vossen Hubert Tőzsér Pudil | 4–1               | Dvalishvili Golasa Twatiha |

| Cristal Arena, Genk Játékvezető: Howard Webb (angol) |

| 2011. augusztus 23. 20:45 |

| Malmö FF                   | 2–0               | Dinamo Zagreb |
| -------------------------- | ----------------- | ------------- |
| Figueiredo 69' Jansson 86' | (2–0) Jegyzőkönyv |               |

| Swedbank Stadion, Malmö Játékvezető: Nicola Rizzoli (olasz) |

| 2011. augusztus 24. 20:45 |

| Viktoria Plzeň        | 2–1               | FC København |
| --------------------- | ----------------- | ------------ |
| Bakoš 67' Ďuriš 90+3' | (0–1) Jegyzőkönyv | Bolaños 32'  |

| Synot Tip Aréna, Prága1 Játékvezető: Carlos Velasco Carballo (spanyol) |

| 2011. augusztus 24. 20:45 |

| Sturm Graz | 0–2               | BATE Bariszav         |
| ---------- | ----------------- | --------------------- |
|            | (0–1) Jegyzőkönyv | Volodko 36' Simić 70' |

| UPC-Arena, Graz Játékvezető: Jonas Eriksson (svéd) |

Jegyzetek
- 1. A Viktoria Plzeň a hazai mérkőzését a Synot Tip Arénában, Prágában játszotta, mert nagyobb befogadóképességű, mint a Stadion města Plzně.

### Bajnoki helyezés alapján részt vevő csapatok selejtezője
Ebben a fordulóban a 3. selejtezőkör, bajnoki helyezés alapján részt vevő csapatok 5 továbbjutójához csatlakozott a 4–5.-ig rangsorolt nemzeti labdarúgó-bajnokságok két bronzérmes csapata, valamint az 1–3.-ig rangsorolt nemzeti labdarúgó-bajnokságok három negyedik helyezett csapata. Összesen 10 csapat vett részt ebben a fordulóban.
A párosítások győztesei bejutottak az UEFA-bajnokok ligája csoportkörébe, míg a vesztes csapatok a az Európa-liga csoportkörében folytatták.
| Kiemelt csapatok - Bayern München (118,887) - Arsenal (108,157) - Olympique Lyonnais (92,735) - Benfica (81,319) - Villarreal CF (75,465) | Nem kiemelt csapatok - Twente (41,025) - Rubin Kazany (31,941) - Udinese Calcio (27,110) - FC Zürich (18,980) - Odense BK (18,610) |

#### 1. mérkőzések
| 2011. augusztus 16. 20:45 |

| Twente              | 2–2               | Benfica                |
| ------------------- | ----------------- | ---------------------- |
| de Jong 6' Ruiz 80' | (1–2) Jegyzőkönyv | Cardozo 21' Nolito 35' |

| De Grolsch Veste, Enschede Nézőszám: 20 000 Játékvezető: Alberto Undiano Mallenco (spanyol) |

| 2011. augusztus 16. 20:45 |

| Arsenal    | 1–0               | Udinese Calcio |
| ---------- | ----------------- | -------------- |
| Walcott 4' | (1–0) Jegyzőkönyv |                |

| Emirates Stadion, London Nézőszám: 58 159 Játékvezető: Kevin Blom (holland) |

| 2011. augusztus 16. 20:45 |

| Olympique Lyonnais                          | 3–1               | Rubin Kazany |
| ------------------------------------------- | ----------------- | ------------ |
| Gomis 10' Kvirkvelia 40' (öngól) Briand 71' | (2–1) Jegyzőkönyv | Dyadyun 3'   |

| Stade de Gerland, Lyon Nézőszám: 35 468 Játékvezető: Gianluca Rocchi (olasz) |

| 2011. augusztus 17. 20:45 |

| Odense BK     | 1–0               | Villarreal CF |
| ------------- | ----------------- | ------------- |
| Andreasen 84' | (0–0) Jegyzőkönyv |               |

| TRE-FOR Park, Odense Játékvezető: Damir Skomina (szlovén) |

| 2011. augusztus 17. 20:45 |

| Bayern München               | 2–0               | FC Zürich |
| ---------------------------- | ----------------- | --------- |
| Schweinsteiger 8' Robben 72' | (1–0) Jegyzőkönyv |           |

| Allianz Arena, München Játékvezető: Aleksei Nikolaev (orosz) |

#### 2. mérkőzések
| 2011. augusztus 23. 20:45 |

| Villarreal CF              | 3–0               | Odense BK |
| -------------------------- | ----------------- | --------- |
| Rossi 50' 66' Marchena 82' | (0–0) Jegyzőkönyv |           |

| Estadio El Madrigal, Villarreal Játékvezető: Craig Thomson (skót) |

| 2011. augusztus 23. 20:45 |

| FC Zürich | 0–1               | Bayern München |
| --------- | ----------------- | -------------- |
|           | (0–1) Jegyzőkönyv | Gómez 7'       |

| Letzigrund, Zürich Játékvezető: Laurent Duhamel (francia) |

| 2011. augusztus 24. 18:00 |

| Rubin Kazany | 1–1               | Olympique Lyonnais |
| ------------ | ----------------- | ------------------ |
| Natcho 77'   | (0–0) Jegyzőkönyv | Koné 87'           |

| Központi Stadion, Kazany Játékvezető: Frank De Bleeckere (belga) |

| 2011. augusztus 24. 20:45 |

| Benfica                   | 3–1               | Twente   |
| ------------------------- | ----------------- | -------- |
| Witsel 46' 66' Luisão 59' | (0–0) Jegyzőkönyv | Ruiz 85' |

| Estádio da Luz, Lisszabon Játékvezető: Felix Brych (német) |

| 2011. augusztus 24. 20:45 |

| Udinese Calcio | 1–2               | Arsenal                    |
| -------------- | ----------------- | -------------------------- |
| di Natale 39'  | (1–0) Jegyzőkönyv | van Persie 55' Walcott 69' |

| Friuli Stadion, Udine Játékvezető: Olegário Benquerença (portugál) |